# 皱褶马先蒿
皱褶马先蒿（学名：Pedicularis plicata）是列当科马先蒿属的植物，是中国的特有植物。分布于中国大陆的甘肃、四川等地，生长于海拔2,900米至4,600米的地区，一般生长在石灰岩与湿山坡上，目前尚未由人工引种栽培。
种名 plicata 意为“折扇状的”、“有褶皱的”。

## 异名
- Pedicularis plicata Maxim. ssp. apiculata Tsoong
- Pedicularis plicata Maxim. ssp. luteola (Li) Tsoong